# Оссонвиль, Поль Габриель д’
Поль Габриель Отнен де Клерон, граф д'Оссонвиль (фр. Paul-Gabriel Othenin de Cléron, comte d'Haussonville; 21 сентября 1843, Жюрси-ле-Шатель (Сена и Марна) — 1 сентября 1924, Париж) — французский политик, литератор и историк, член Французской академии.

## Биография
Сын графа Жозефа д'Оссонвиля (1809—1884) и Луизы де Брольи (1818—1882).
В 1871 стал депутатом Национального собрания от департамента Сена и Марна; присоединился к правым центристам. Проиграл следующие выборы, но стал правой рукой своего дяди премьер-министра герцога Альбера де Брольи во время кризиса 16 мая 1877 года.
Сочинение д'Оссонвиля о пенитенциарных учреждениях Франции и колоний (1875) получило награду Академии. 26 января 1888 он был избран членом Академии, и 13 декабря принят в её состав Жозефом Бертраном. В 1882 выпустил справочное исследование о салоне мадам Неккер, чьим потомком являлся. В 1904 был избран в члены Академии моральных и политических наук.
В 1891, после отставки Эдуара Боше, управлявшего собственностью Орлеанского дома, д'Оссонвиль был назначен представителем Филиппа, графа Парижского, во Франции. Он пытался восстановить партию орлеанистов, развернув агитацию среди мелкого провинциального дворянства и пропагандируя современность и демократизм графа Парижского, но смерть последнего в 1894 году свела на нет все усилия.

## Произведения

Герб дома де Клерон д'Оссонвиль

- 1875 Сент-Бёв, его жизнь и сочинения (Sainte-Beuve, sa vie et ses œuvres)
- 1875 Пенитенциарные учреждения во Франции и в колониях (Les établissements pénitentiaires en France et aux colonies Архивная копия от 11 октября 2015 на Wayback Machine)
- 1879 Детство в Париже (L’enfance à Paris Архивная копия от 13 октября 2015 на Wayback Machine)
- 1879 Биографические и литературные исследования. Жорж Санд, Прескотт, Мишле, лорд Брум (Études biographiques et littéraires. George Sand, Prescott, Michelet, Lord Brougham)
- 1882 Салон мадам Неккер (Le salon de Madame Necker) Vol. 1, Vol. 2
- 1883 Жизнь и заработная плата в Париже (La Vie et les salaires à Paris Архивная копия от 15 октября 2015 на Wayback Machine)
- 1883 По Соединенным Штатам, заметки и впечатления (À travers les États-Unis, notes et impressions)
- 1886 Социальные исследования: нищета и лекарство (Études sociales: misères et remèdes)
- 1888 Биографические и литературные исследования. Проспер Мериме, Хью Эллиот (Études biographiques et littéraires. Prosper Mérimée, Hugh Elliot)
- 1892 Мадам де Лафайет (Madame de La Lafayette Архивная копия от 12 октября 2015 на Wayback Machine)
- 1893 Мадам Аккерман (Madame Ackermann)
- 1894 Общественные исследования. Социализм и милосердие (Études sociales. Socialisme et charité Архивная копия от 16 октября 2015 на Wayback Machine)
- 1895 Лакордер (Lacordaire)
- 1895 Граф Парижский, личные воспоминания (Le comte de Paris, souvenirs personnels Архивная копия от 15 октября 2015 на Wayback Machine)
- 1898—1903 Герцогиня Бургундская и савойский союз при Людовике XIV (La duchesse de Bourgogne et l’alliance savoyarde sous Louis XIV, 4 vol.)
- 1900 Заработная плата и нищета у женщин (Salaires et misères de femmes)
- 1901 Общественная помощь и частная благотворительность (Assistance publique et bienfaisance privée)
- 1902 Воспоминания о мадам де Ментенон (Souvenirs sur Madame de Maintenon, 3 vol. (совместно с Габриелем Аното) Vol. 1, Vol. 2, Vol. 3
- 1904 Varia
- 1906 После отделения, согласно тексту закона об отделении церкви от государства (Après la séparation, suivi du texte de la loi concernant la séparation des Églises et de l'État)
- 1907 О Французской Академии и вокруг Академии (À l’Académie française et autour de l’Académie)
- 1909 Женская домашняя работа (Le Travail des femmes à domicile)
- 1910 Баронесса де Сталь и герцогиня де Дюра (La Baronne de Staël et la duchesse de Duras)
- 1912 Прежние женщины. Нынешние мужчины (Femmes d’autrefois. Hommes d’aujourd’hui Архивная копия от 15 октября 2015 на Wayback Machine)
- 1912 Париж милосердный и благотворительный (Paris charitable et bienfaisant Архивная копия от 6 мая 2021 на Wayback Machine)
- 1914 Французские тени и английские видения (Ombres françaises et visions anglaises)
- 1919 У Меца (À Metz)
- 1925 Мадам де Сталь и Германия (Madame de Staël et l’Allemagne)
- 1925 Мадам де Сталь и месье Неккер, на основе неизданной переписки (Madame de Staël et M. Necker d’après leur correspondance inédite)

## Семья
Жена (24.10.1865): Полина д'Аркур (1846—1922), дочь Жоржа Дугласа д'Аркур д'Олонда, маркиза д'Аркура (1808—1883), и Жанны Полы де Бопуаль де Сент-Олер (1817—1893)
Дети:
- Алета де Клерон д'Оссонвиль (1867—1946). Муж (1900): Франсуа Шарль Эдмон, граф де Майе де Ла Тур-Ландри (1862—1926)
- Элизабет де Клерон д'Оссонвиль (1869—1967). Муж (1892): Жак, граф Ле Маруа (1863—1920)
- Матильда де Клерон д'Оссонвиль (1874— )
- Мадлен де Клерон д'Оссонвиль (1878—1968). Муж (1896): Ги Роберт дю Валь, маркиз де Бонневаль (1869—1915)